# Picture a Scientist
Pour plus de détails, voir Fiche technique et Distribution.
Picture a Scientist (« et pourtant elles existent » en français) est un documentaire américain qui s'intéresse à la question des inégalités de genre dans la recherche scientifique.
Le film aborde la question à travers les témoignages de plusieurs femmes scientifiques, dont Nancy Hopkins du MIT qui a été agressée par Francis Crick, la chimiste noire Raychelle Burks (en), et la géomorphologue Jane Willenbring, victime de son collègue David R. Marchant. Il décrit l'évolution (statistique, et historique notamment) de la place des femmes dans le milieu académique, et  l'évolution des préjugés et des mentalités autour des modalités de leur participation à la recherche scientifique.
Il évoque notamment le harcèlement moral et le harcèlement sexuel comme principaux obstacles à la participation des femmes au monde académique. Il a fait l'objet de plusieurs articles dans des revues américaines principalement.
Le film est disponible en français sur Netflix depuis 2021.
Le film a été présenté au Tribeca Film Festival en avril 2020.
Plusieurs universités, principalement anglophones, ont projeté le film lors de rencontres publiques sur son sujet,,,,.